# Agama somalica
Espèce
Agama somalica est une espèce de sauriens de la famille des Agamidae.

## Répartition
Cette espèce est endémique de Somalie.

## Étymologie
Son nom d'espèce lui a été donné en référence au lieu de sa découverte, la Somalie.

## Publication originale
- Wagner, Leaché, Mazuch & Böhme, 2013 : Additions to the lizard diversity of the Horn of Africa: Two new species in the Agama spinosa group. Amphibia-Reptilia, vol. 34, no 3, p. 363–387.